# 生態系

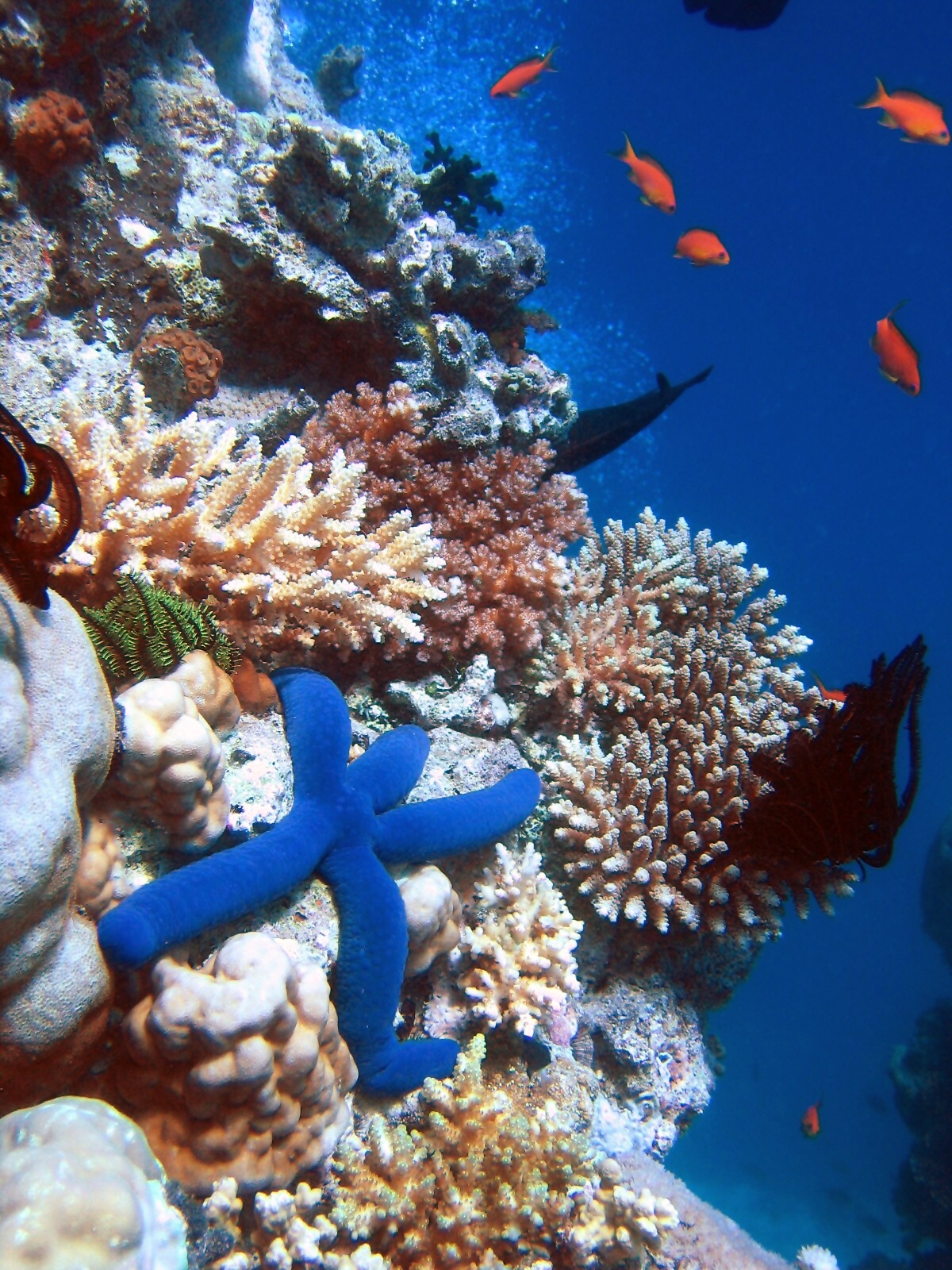
海洋生態系を育むサンゴ礁

| 生命の階層 |            |
| 生態系     | ecosystem  |
| 生物群集   | community  |
| 個体群     | population |
| 個体       | individual |
| 器官       | organ      |
| 組織       | tissue     |
| 細胞       | cell       |
| 細胞小器官 | organelle  |
| 分子       | molecule   |
| その他     |            |
| 群体       | colony     |
| 定数群体   | coenobium  |

生態系（せいたいけい、英: ecosystem）とは、生態学においての、生物群集やそれらをとりまく環境をある程度閉じた系であると見なしたときの呼称である。

## 定義
ある一定の区域に存在する生物と、それを取り巻く非生物的環境をまとめ、ある程度閉じた一つの系と見なすとき、これを生態系と呼ぶ。
生態系は生態学的な単位として相互作用する動的で複雑な総体である。
"Ecosystem"という語は1935年にイギリスの生態学者アーサー・タンズリーの論文に初めて現れる。しかし、実際にこの語を作り出したのはタンズリーの同僚のロイ・クラファムだった（1930年）。

## 生態系の成り立ち

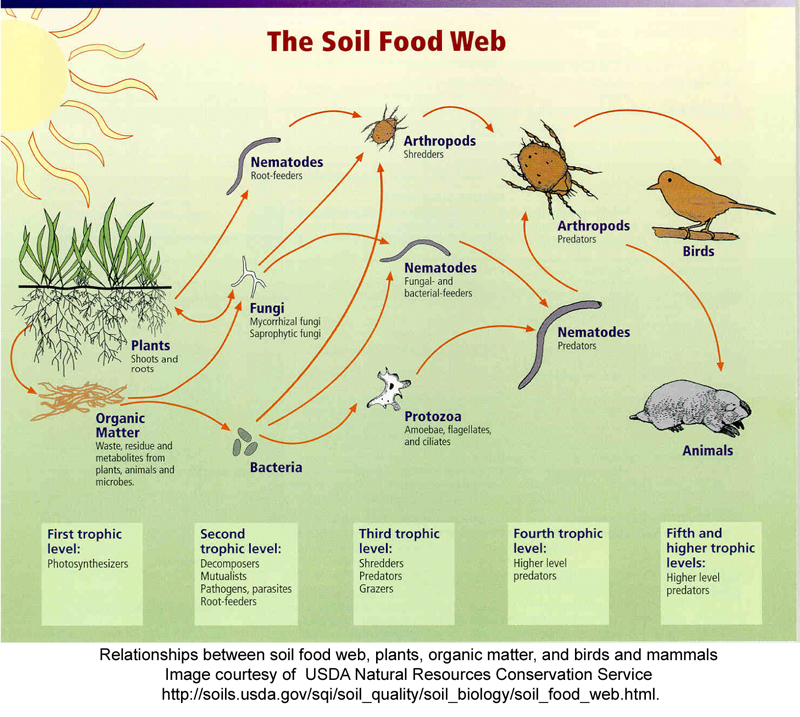
土壌生態系における食物網（腐食食物網が卓越する）

生態系の生物部分は大きく、生産者、消費者、分解者に区分される。植物（生産者）が太陽光から系にエネルギーを取り込み、これを動物などが利用していく（消費者）。遺体や排泄物などは主に微生物によって利用され、さらにこれを食べる生物が存在する（分解者）。
これらの過程を通じて生産者が取り込んだエネルギーは消費されていき、生物体を構成していた物質は無機化されていく。それらは再び植物や微生物を起点に食物連鎖に取り込まれる。これを物質循環という。
ある地域の生物を見たとき、そこには動物、植物、菌類その他、様々な生物が生息している。これを生物群集というが、その種の組み合わせは、でたらめなものではなく、同じような環境ならば、ある程度共通な組み合わせが存在する。
それらの間には捕食被食、競争、共生、寄生、その他様々な関係がある。捕食-被食関係のような生物間のエネルギーの流れを食物連鎖と呼ぶが、近年ではその複雑さを強調して食物網が用いられることが多い。
食物網を見渡すとき、植物、それを食べる植食者、さらにそれを食べる肉食者というように生きたものを起点とする食物網がある。これに対して、生物の遺体や排出物を起点として微生物がこれを利用し、さらにそれを他の生き物が利用する食物網がある。前者を生食食物網 (grazing food web)、後者を腐食食物網 (detrital food web) と呼ぶ。実際には両者は所々でつながっており完全に独立したものではない。
どちらの食物網においても植物による光合成を起点として、エネルギーが何段階もの生物を経由していくことがわかる。これらを生産者、一次消費者、二次消費者あるいは一次分解者、二次分解者というように呼び、このような段階を栄養段階 (trophic level) と呼ぶ。高次消費者になっていくにつれてその数は減ってゆく。
一般に他の生物を捕食などすることでエネルギーを得る捕食者（従属栄養生物）は、複数の栄養段階を踏む。例えば、ヒトであれば牛肉も食べればサラダも食べる。栄養段階の順に沿って生物の捕食、被捕食の関係が成り立っているわけではない。
通常ある生態系における生物群は他の生物間や環境とバランスのとれた関係になっている。新たな環境因子や生物種などの導入は著しい変化を及ぼし、生態系の崩壊や在来種の絶滅などを引き起こす事も考えられる。
逆に、極端な環境に生息する細菌や古細菌の生息する環境は、その場に適応できる生物種が少ないために生態系が非常にシンプルな場合がある。デスルフォルディス・アウダクスウィアートル（"Candidatus Desulforudis audaxviator"）という細菌は、生態系がこの1種で完結しているとされている。

## 物質循環とエネルギーの流れ
生態系内の物質は、様々な形で循環していると考えられる。
個々の元素を見ると、このような関係の中で、食物連鎖や分解によって生物環を移動し、ある時は非生物的な環境を経由して生物のところに戻る、大きな循環をなしている。
これを炭素を中心に見れば、光合成で作られた有機物が食う食われるの関係の中を移動し、また動植物遺体や排泄物等を通じて分解者へ流れる。また、個々の生物の呼吸によって有機物は二酸化炭素として排出され、一部は光合成に利用され、また一部は大気に逃げ、あるいは水に溶ける。これらを炭素の循環という。
窒素や硫黄を中心に考えた場合、炭素とはやや異なった循環がある。特に窒素は生物体にとってタンパク質の材料に必須の元素である。動物は窒素同化能が低いので、無機窒素を排出する。植物は無機窒素を吸収して有機窒素化合物を合成できる。したがって、動物は植物が合成した有機窒素化合物に依存している。大気中には気体窒素が多量にあるが、生物はほとんどこれを利用できず、落雷などの際に合成されるアンモニアの形で、あるいは窒素固定能のある微生物の働きを通じて利用可能となる。
物質は生態系の中を循環しているが、エネルギーは流れている。動物の活動のエネルギーは、元をたどれば植物等の光合成・化学合成によって合成されたものに依存している。光合成は太陽エネルギーに化学合成は酸化還元による結合エネルギーの差によっている。また生命活動を駆動したエネルギーは排熱となり水温の上昇として棄てられる。このエネルギーは潜熱として水蒸気に蓄えられて上空に達し、これが液相に戻る際に赤外線として宇宙空間に放出される。

## 様々な生態系
生態系は広大な森林から小さな池まで様々な大きさのものがある。それぞれの生態系は砂漠や山地、海や川など地理学的な障壁で分離されていることが多い。あるいは、このような障壁で分離されている場合に、その内部をひとつのまとまりと見なしやすい。これらの境界は絶対的なものではないため、生態系どうしが混ざりあう。その結果、スケールの視点を変えることで、地球全体を一つの生態系と見たり、逆に湖をいくつかの生態系に分割したりすることができる。
一般には、見かけのはっきり違う自然環境は、それぞれを独立の生態系と見なす。例えば森林生態系、河川生態系、海洋生態系などと呼ぶ。池沼などは、輪郭がはっきりしているので独立したものと見なすことが可能だが、実際には多くの物質が流入放出され、また多くの生物が出入りする。そのことを前提にして考える必要がある。

## 生態系を構築する試み
生態系は理想的には外部からの太陽エネルギーの供給のみで、その中に生物群集の生存を維持するしくみと見ることができる。このことは、その群集の構成員として人間を捉えれば、人類が生き延びるしくみそのものである。
たとえば、空想的ではあるが、他の星までの宇宙旅行を考える。当然ながら長い年月がかかるので、その間に必要な食料、水、空気をすべて持参することはできない。これを解決する方法として、当然考えられるのが、生態系を作ればよい、というものである。宇宙船内で植物が育ち、それを食べて動物が育ち、それらの一部を食料とし、排泄物などの処理もそれらに任せるわけである。　想定外の様々なトラブルを起こしながらも、1991年からアリゾナ州オラクルで行われた「バイオスフィア2」をはじめ、実際にこのような意図での実験が行われてもいる。しかし、理論的にはできるはずであるが、実験的にこのような系を構成することは、なかなかに困難であって、次第にバランスを崩すことが多い。これらの実験における失敗例では、分解者などとして機能している微生物の活動量を低く見積もりすぎ、次第に閉鎖環境内の酸素濃度が低下して、実験打ち切りに至っていることが多い。
ところが、構成要素を選択的に決定することを意図しなければ、このような系を作るのは実に簡単である。たとえば藁の煮出し汁などをフラスコに入れ、池の水を一滴垂らす。たちまち細菌類が増殖し、水は濁るが、1週間もすると水は澄んできて、原生動物が出現したことがわかる。そのまま放置すれば藻類やワムシなど、出現種数は次第に増加し、そのまま口を閉じておいても、長い間これらの生物は共存し続ける。これは、ごく簡単な生態系の再現である。なお、この際、瓶の口を綿栓などで覆った場合は空気の出入りは自由になるので、密閉容器内にこれを入れれば真に隔離した系が得られる。この場合、囲い込まれた空気の量が多いほど、安定が長く維持される傾向があるという。内部における微小な変動を弾力的に受けとめられることによるとも言われる。